# Radio Massacre International
Pour les articles homonymes, voir RMI.
Radio Massacre International est un groupe britannique de musique électronique fondé en 1993. Ce trio est composé de Steve Dinsdale (claviers et percussions), de Duncan Goddard (clavier et basse) et de Gary Houghton (guitare et synthétiseurs). Ils sont spécialisés dans l'improvisation et la musique électronique expérimentale. Ils utilisent d'anciens synthétiseurs, des sons échantillonnés, de la guitare électrique, et du clavier mellotron. Plus récemment ils ont ajouté de la guitare basse et des percussions. Leur style se rattache à celui de l'école de Berlin.

## Historique
À la fin des années 1970, Steve Dinsdale et Duncan Goddard fréquentent la même école. Ils forment le groupe DAS avec Gary Houghton, et enregistrent 12 albums entre 1979 et 1987, dont la plupart n'ont jamais été publiés. Le nom du groupe « Radio Massacre International » remonte aux années 1980 et reflète à la fois les expériences du trio avec des sons primitifs et leur équipement sommaire.
Le premier album publié est le double CD Frozen North en 1995. Ils montent également pour la première fois sur scène au Emma festival de Sheffield la même année. Ils sont invités à la télévision chez MTV l'année suivante. Les albums et les concerts s'enchaînent ensuite.
Depuis 2003, ils jouent chaque année au National Space Centre (en) de Leicester, parfois accompagnés par Ian Boddy. En 2006, ils sortent la compilation Lost in Space, une rétrospéctive de leur production non publiée entre 1987 et 2003.
En 2007, la couverture de Rain Falls in Grey est dessinée par Daevid Allen, le célèbre membre de Gong.
En 2008, ils enregistrent leur première bande son de film, City 21.

## Discographie
Le groupe est prolifique, en partie à cause de la longueur de leurs morceaux, et comptabilise plus d'une soixantaine d'albums.
- 1995 : Frozen North
- 1996 : Republic
- 1997 : Knutsford in May (concert)
- 1997 : Burned & Frozen
- 1997 : Diabolica (enregistré en 1994)
- 1997 : Organ Harvest
- 1998 : Gulf
- 1998 : A Bridge Too Far (concert, enregistré en 1997)
- 1998 : Borrowed Atoms
- 1998 : Live at the October Gallery (concert, édition limitée)
- 1999 :  Bothered Atmos (suite de Borrowed Atoms)
- 2000 : Upstairs Downstairs (concert)
- 2000 : Been There Done That (concert, enregistré en 1997)
- 2000 : The God of Electricity (enregistré en 1994)
- 2000 : Zabriskie Point
- 2001 : Planets in the Wires
- 2001 : Startide (enregistré en 1993)
- 2002 : Maelstrom (enregistré en 1999)
- 2003 : Greenhousing
- 2003 : Solid States (concert)
- 2003 : E-Live 2003 (concert)
- 2004 : People would really like Space Rock if they would only give it a try (concert)
- 2004 : Walking on the Sea (concert)
- 2004 : Hog Wild (concert)
- 2005 : Emissaries
- 2006 : Septentrional
- 2006 : Lost in Space (coffret de 6 CD)
- 2007 : Rain Falls in Grey
- 2007 : Blacker
- 2007 : October Gallery (redux) (concert de 1997 complet, en téléchargement seulement)
- 2008 : Antisocial (concert de 2005)
- 2008 : Fast Forward (disque de démonstration couvrant l'ensemble des enregistrements du groupe)
- 2008 :  Philadelphia Air-Shot (concert radiophonique en 2007 sur WXPN)
- 2008 : Rain Falls in a Different Way (supplément à Rain Falls in Grey)
- 2009 : E-Live 2008
- 2009 :  Liphook Variations (en téléchargement seulement)
- 2009 : March 2000 (en téléchargement seulement)
- 2010 : Time & Motion
- 2010 : Lost in Transit (coffret de 7 CD en édition limitée couvrant des concerts entre 2004 et 2007)
- 2011 : City21
- 2013 : Lost in Transit, Volume 8-10
- 2013 : The Clouds of Titan
- 2013 : It was 20 years ago today
- 2013 : The conspirators
- 2013 : Chorlton 2013
- 2014 : The maelstrom tapes, Part 1
- 2014 : The maelstrom tapes, Part 2
- 2014 : "The god of electricity" expanded
- 2015 : The road to Zabriskie Point
- 2015 : Do electric sheep dream of space rock?
- 2016 : Rain falls in grey (redux)
- 2016 : On Broadway
- 2017 : City 21: the sessions
- 2017 : A bridge further
- 2017 : Mill / unmill
- 2018 : Retinal flood
- 2018 : Hampshire jam (enregistré en 2005)
- 2018 : awakenings (enregistré en 2012)
- 2018 : E-live 2008 (édition étendue)
- 2018 : Abbey
- 2018 : Another air-shot (Stars End 2010 complet)
- 2018 : Philadelphia air-shot (Stars End 2007 complet)
- 2018 : Origins
- 2019 : Age of Berlin
- 2019 : The complete 'borrowed atoms' sessions, Volume one
- 2019 : The complete 'borrowed atoms' sessions, Volume two
- 2019 : The Thodes less travelled
- 2019 : m21

À cette discographie s'ajoutent des albums de DAS, ou de Duncan Goddard et de Steve Dinsdale en solo.